# 迈克·特洛伊
迈克·特洛伊（英語：Mike Troy，1940年10月3日—2019年8月3日），美国男子游泳运动员。他曾代表美国参加1960年夏季奥林匹克运动会游泳比赛，获得男子200米蝶泳和男子4×200米自由泳接力金牌。